# 이십이각형

이십이각형

이십이각형(二十二角形)은 변이 22개인 다각형이다.
내각의 크기의 합은 3600도이며, 한 내각의 크기는 약 163.64도이다.
넓이는 변길이를 t라 할 때 {\displaystyle 5.5t^{2}cot{\frac {\pi }{22}}}이다.
정십일각형의 뉴시스 작도 방법이 발견되었으므로 정이십이각형의 뉴시스 작도가 가능하다.